# 현정택
현정택(玄定澤, 1949년 5월 5일 ~ )은 경상북도 예천군에서 태어난 대한민국의 경제학자이자 경제관료이다.
초대 여성부 차관, 국민경제자문회의 부의장, 무역위원회 위원장, 한국경제연구원장을 거쳐 현재 제9대 대외경제정책연구원 원장을 역임했다.

## 학력
- 경복고등학교 졸업
- 서울대학교 경제학과 학사
- 매사추세츠공과대학교 경영대학원 경영학 석사
- 조지워싱턴대학교 대학원 경제학 박사

## 경력
- 제10회 행정고등고시 합격
- 경제기획원 대외경제총괄과 과장
- 주중국 대사관 참사관
- 재정경제원 대외경제국 국장
- 주OECD 대표부 경제공사
- 대통령비서실 정책기획수석국 정책비서관
- 여성부 차관
- 대통령비서실 경제수석비서관
- 외교통상부 경제통상대사
- 인하대학교 경상대학 국제통상학부 교수
- 한국개발연구원 원장
- 대한항공 사외이사
- 무역위원회 위원장
- NH농협금융지주 이사회 의장
- 국민경제자문회의 부의장
- 대통령비서실 정책조정수석
- 제9대 대외경제정책연구원 원장
- 정석인하학원 이사장